# 巴勒斯坦历史
巴勒斯坦历史悠久。由于该地域随时间的不同而不断变化，所以至今还没有完全确定的国界。

### 古代
迦南人是巴勒斯坦的早期居民，讲闪族语系语言，属于闪米特民族的一支。曾击败希伯来人（犹太人）对巴勒斯坦的入侵。儘管如此，猶太人最終在摩西帶領下在巴勒斯坦定居，迦南人亦漸漸地融入不同的族群包括猶太人。其後巴勒斯坦一直為埃及新王國（古埃及）的保護地，之後經歷了南北國時期，又成為新亞述帝國、新巴比倫帝國、波斯第一帝國、亞歷山大帝國、托勒密埃及、塞琉古帝國一部份。塞琉古其間獲得自治，即哈斯蒙尼王朝，塞琉古滅亡後獲得獨立。隨後因內戰被羅馬共和國攻滅成為共和國及後來羅馬帝國的一部份。
公元元年左右耶穌基督诞生时，他的出生地伯利恆位于罗马帝国的猶太行省。後來由于猶太人的復國運動不斷，羅馬帝國把這個省改稱為巴勒斯坦省。罗马帝国分裂后它成为拜占庭帝国的一个省。

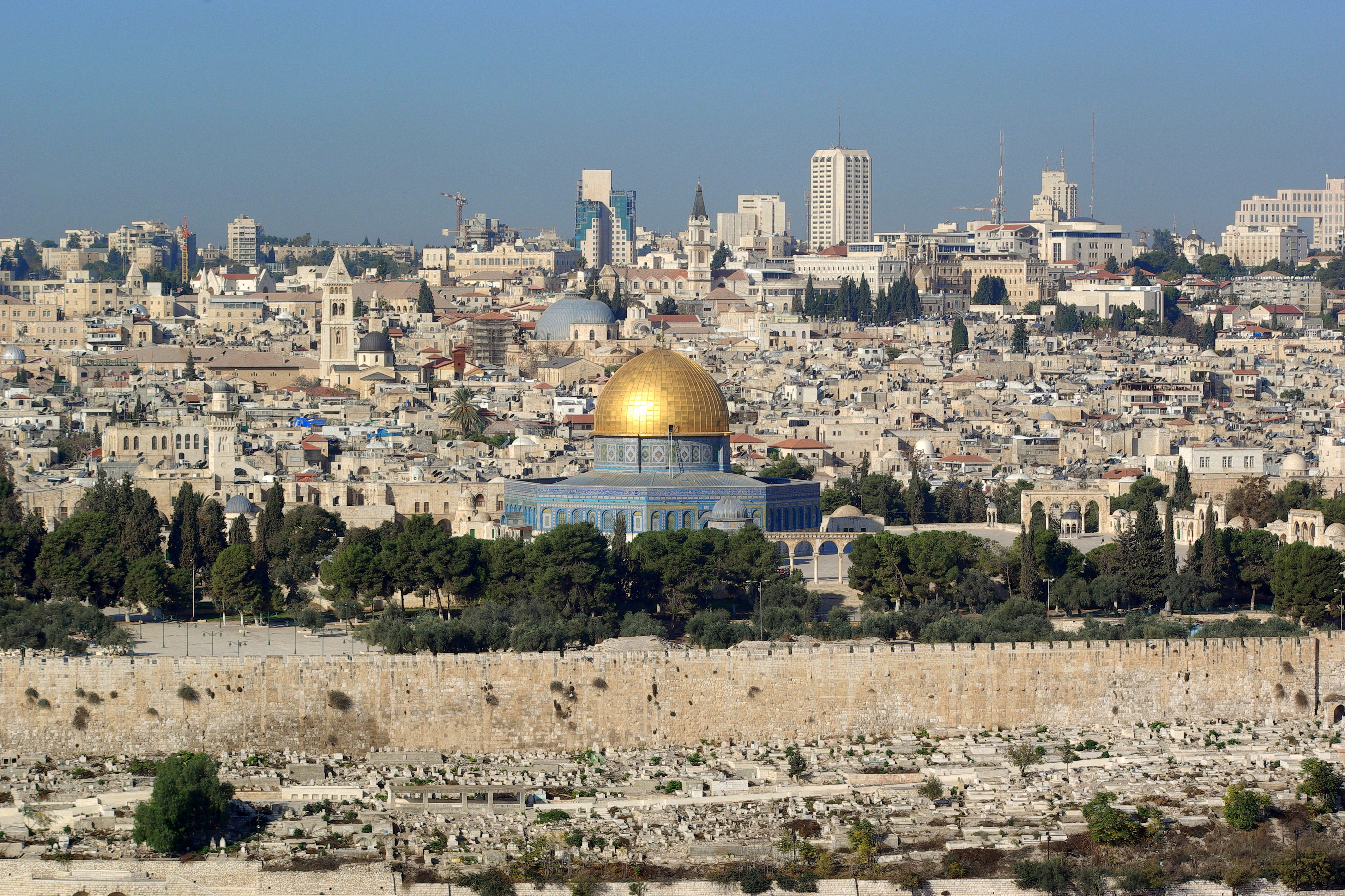

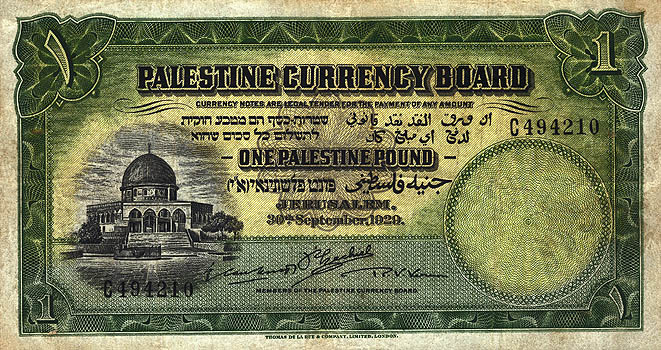

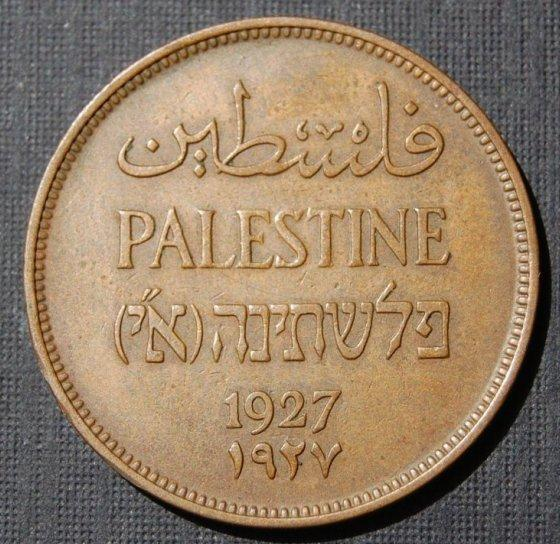

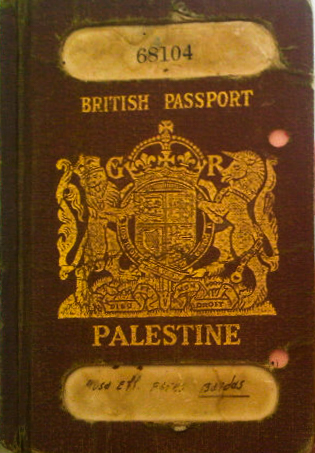

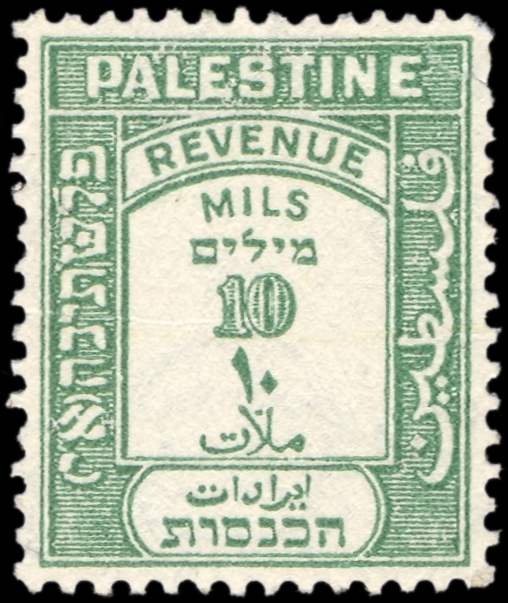

### 伊斯兰化
公元602年-628年東羅馬帝國和波斯薩珊王朝的大規模戰戰中波斯攻佔巴勒斯坦，628年東羅馬收復。公元638年，阿拉伯帝國军队擊敗東羅馬夺取耶路撒冷。687年到691年，圆顶清真寺被建成。其後又受法蒂瑪王朝、塞爾柱帝國管轄。
十字军东征和1099年建立的十字军国将基督教和伊斯兰教的冲突带到了巴勒斯坦。1260年埃及馬木留克王朝入主巴勒斯坦。1516年馬木留克亡於鄂圖曼帝國，所以从1516年到第一次世界大战末这里是奥斯曼帝国的一部分。

### 英国託管地
第一次世界大战后英国占领巴勒斯坦。1920年巴勒斯坦正式成为英国的託管地。1923年5月26日在巴勒斯坦的東部成立外約旦酋長國。1936年巴勒斯坦阿拉伯人大起義後，1937年英國皮爾委員會的報告首次提議將巴勒斯坦分為兩個國家（猶太人和阿拉伯人）。第二次世界大战后巴勒斯坦再次提上议程。1947年联合国建议在这里分建一个犹太国家和一个阿拉伯国家。

### 谋求独立
1948年以色列国成立，这导致了第一次中东战争的爆发。许多巴勒斯坦人将这个日期看做巴勒斯坦独立日。战争中有96万巴勒斯坦人逃离家园，沦为难民。
巴勒斯坦解放组织成立后，阿拉伯国家联盟和联合国都将它认可为巴勒斯坦人的合法的和唯一的代表。在第一次巴勒斯坦武装起义中巴勒斯坦解放组织宣布巴勒斯坦的独立。由其推动成立的巴勒斯坦国至今已与世界上超过一百多个国家建立有外交关系。1993年9月13日巴勒斯坦解放组织和以色列互相承认。